# Nasarre
Nasarre ist ein Weiler der spanischen Gemeinde Bierge in der Provinz Huesca der Autonomen Gemeinschaft Aragonien. 

## Geographie
Nasarre befindet sich in der Sierra de Guara, etwa 65 Kilometer nordöstlich von Huesca und 21 Kilometer nördlich des Hauptortes der Gemeinde. Nasarre ist seit Jahren unbewohnt.

## Sehenswürdigkeiten
- Kirche San Andrés, erbaut im 11. Jahrhundert und im 17. Jahrhundert umgebaut